# LeSports Center
Le LeSports Center (en chinois : 凯迪拉克中心), ex-Palais omnisports de Wukesong (appelé également Gymnase olympique de basketball de Pékin) est une salle de sport construite à l'occasion des Jeux olympiques d'été de 2008. Cette enceinte se situe au sein du Centre culturel et sportif de Wukesong, à Pékin. Les travaux de construction ont débuté le 29 mars 2005 et se sont achevés à la fin de l'année 2007.
D'une superficie de 63 000 mètres carrés, et d'une capacité de 18 000 places, il abrite durant les Jeux les compétitions de basket-ball.
Après les Jeux olympiques, le Palais omnisports de Wukesong est utilisé dans le cadre d'activités culturelles et sportives nationales et internationales.
Depuis 2016, la salle est sponsorisée par LeEco.
Pendant les Jeux olympiques d'hiver de 2022, il sera la principale patinoire du hockey sur glace.

## Événements
- Basket-ball aux Jeux olympiques d'été de 2008
- Coupe du monde de basket-ball masculin 2019
- Jeux olympiques d'hiver de 2022

## Galerie

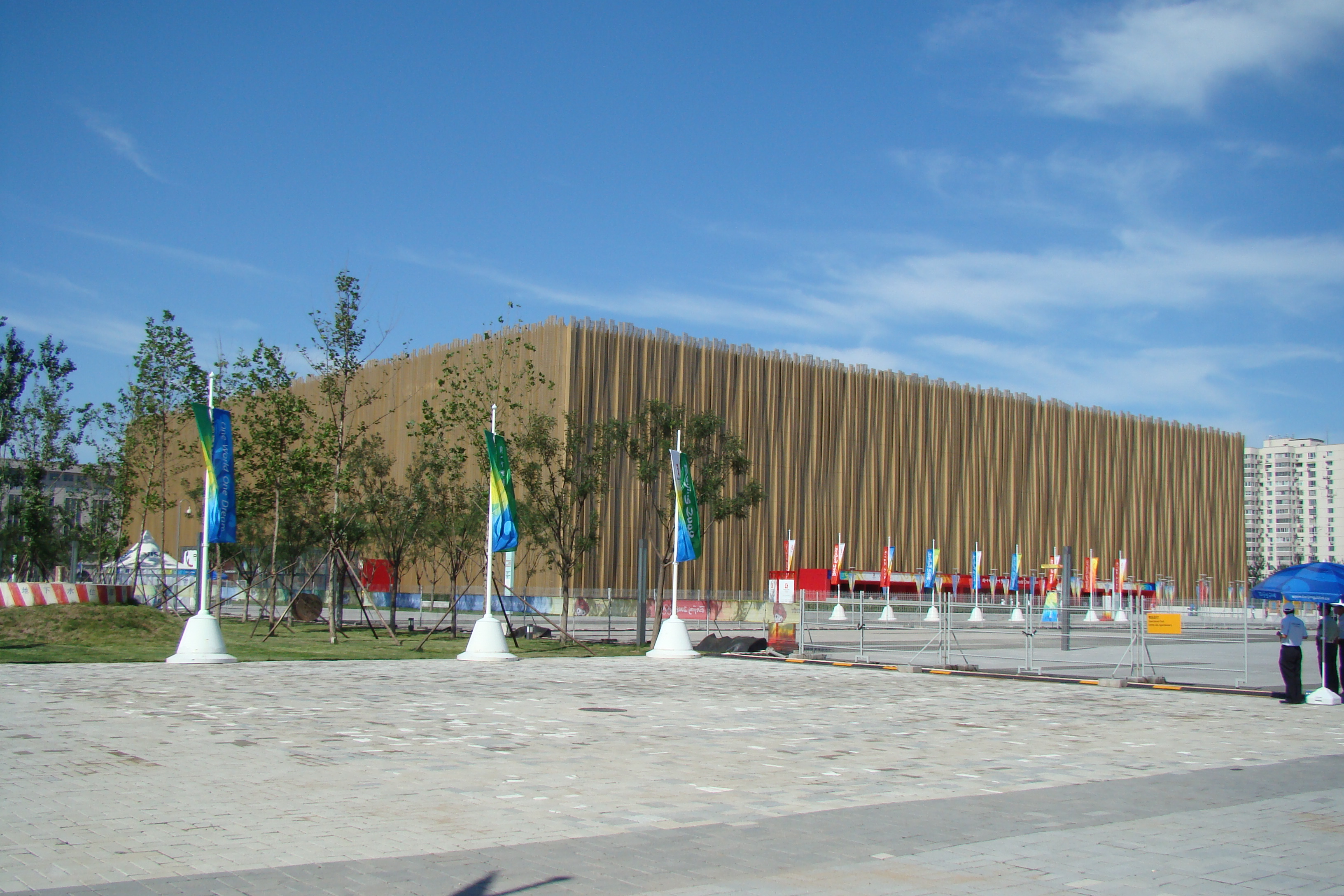
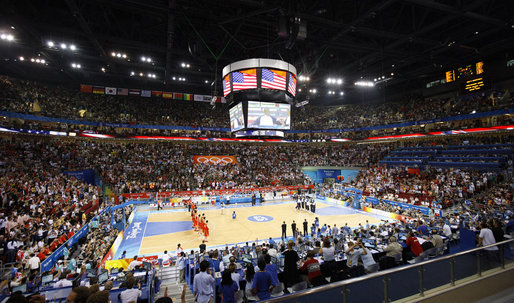